# Summer (Silly Symphony)
Pour les articles homonymes, voir Summer.
Pour plus de détails, voir Fiche technique et Distribution.
Summer est un court métrage d'animation américain de la série des Silly Symphonies réalisé par Walt Disney, pour Columbia Pictures, sorti le 16 janvier 1930.

## Synopsis
C'est l'été. Un ensemble de jeunes insectes dansent sur une musique tout en s'affairant aux activités estivales. Parmi les insectes, on retrouve des cafards, des libellules, des papillons, un phasme, des abeilles et divers autres coléoptères et mouches.

## Fiche technique
- Titre original : Summer
- Série : Silly Symphonies
- Réalisateur : Ub Iwerks
- Producteur : Walt Disney
- Animateurs[1] : Ub Iwerks, Les Clark, Johnny Cannon, Wilfred Jackson
  - Assistant : Jack Cutting, Floyd Gottfredson
- Décors : Carlos Manriquez
- Distributeur : Columbia Pictures
- Date de sortie : 16 janvier 1930[2],[3]
  - Livraison[1] : 4 janvier 1930
  - Annoncée[1] : 16 janvier 1930
  - Sortie à New York[1] : 14 février au 7 mars au Globe Theatre en première partie d'Hit The Deck de Luther Reed
  - Sortie à Los Angeles[1] : 19 février au 4 mars à l'Orpheum Theatre en première partie de Seven Keys to Baldpate (en) de Reginald Barker
- Format d'image : Noir et blanc
- Son : Mono
- Musique : Carl W. Stalling
  - En introduction, l'Intermezzo tiré du ballet La Source (1866) de Léo Delibes
  - Darkies' Dream (1889) de George L. Lansing
  - Stéphanie-Gavotte (1880) d'Alphons Czibulka
- Durée : 5 min 51 s
- Langue : (en)
- Pays de production :  États-Unis

## Commentaires
Ce film fait partie d'une série sur les quatre saisons : 
1. Springtime, réalisé par Ub Iwerks et sorti le 24 octobre 1929.
2. Summer, réalisé par Ub Iwerks et sorti le 6 janvier 1930.
3. Autumn, réalisé par Ub Iwerks et sorti le 13 février 1930.
4. Winter, réalisé par Burton Gillett et sorti le 5 novembre 1930.

Pour Steven Watts, la série propose un traitement impressionniste du cycle de la nature, l'un des sujets des Silly Symphonies aux côtés de la mythologie, des contes de fées et des comédies fantastiques. Elle essaye de capturer l'atmosphère et le décor de chaque saison avec un minimum d'effet comique.